# Даріга Шакімова
Даріга Шакімова (нар. 20 листопада 1988) — казахська боксерка, бронзова призерка Олімпійських ігор 2016 року.

## Любительська кар'єра

### Чемпіонат світу 2014
- 1/16 фіналу: Перемогла Баюантсетсегу Ніямджаргал (Монголія) — 3-0
- 1/8 фіналу: Програла Саадіті Абдулаєвій (Росія) — 0-3

### Олімпійські ігри 2016
- 1/8 фіналу: Перемогла Аріану Фортін (Канада) — 2-1
- 1/4 фіналу: Перемогла Хадіжу Ель-Марді (Марокко) — 3-0
- 1/2 фіналу: Програла Кларессі Шилдс (США) — 0-3